# Aries (comics)
Pour les articles homonymes, voir Aries.
Aries, aussi appelé « le Bélier », est un super-vilain créé par Marvel Comics.
Appartenant au groupe du Zodiaque, le Bélier est en fait une identité, portée par plusieurs criminels au fil des décennies.
Le premier Bélier apparut dans les pages de Avengers #72, en 1970.

## Origines
6 personnes portèrent le costume du Bélier.
Le premier Aries se nommait Marcus Lassiter. C'était l'un des criminels du Cartel du Zodiaque organisé par Van Lunt. Lors d'un combat contre Nick Fury et les Vengeurs, il parvint à faire s'échapper son groupe, en volant la Clef du Zodiaque.
Aries et le Cartel s'emparèrent ensuite de Manhattan, en piégeant les Vengeurs et la cité dans un champ de force. Daredevil et la panthère Noire réussirent à libérer les héros, et Thor détruisit le vaisseau du Bélier d'un éclair. On pense qu'il fut tué dans l'explosion. Le reste du Cartel parvint à s'enfuir.
Le second Aries, Raymond Grove, fut recruté par Taurus pour remplacer Lassiter. Le Zodiaque lança le plan d'éliminer toute personne née sous le signe des Gémeaux mais le groupe fut battu par les Vengeurs. Dispersés, les membres du Cartel se cachèrent pendant quelque temps. Aries les retrouva et s'allia avec chacun d'entre eux pour qu'ils le soutiennent. Il tenta en effet de prendre le pouvoir du Taureau (Van Lunt). Lors de cette tentative de putsch, le Cartel fut encore attaqué par les Vengeurs. Piégés à bord d'une fusée par Taurus qui se révéla alors être Cornelius Van Lunt aux yeux de tous, les héros et les criminels durent s'allier pour revenir sur Terre. Finalement, tous les criminels, sauf Libra, furent emprisonnés.
En prison, Grove reçut la visite de Lucifer qui possédait le corps d'un voyou, Rafe Michel. Ils firent un pacte et Grove reçut une partie du pouvoir du possédé. Il affronta le Faucon et fut vaincu. Incapable de contenir l'énergie démoniaque, il fut tué quand l'esprit de Lucifer retourna dans sa dimension.
Le troisième Aries était un LMD créé par Jake Fury, Scorpio. Il fut battu par les Défenseurs et emprisonné par le SHIELD. Relâché, il retrouva les autres LMDs du Cartel et les androides tuèrent un à un les vrais membres du Cartel, excepté Van Lunt. Puis ils tentèrent de dévaliser une banque mais furent stoppés par les Vengeurs de la Côte Ouest. Lors du combat, les LMDs se retrouvèrent dans la dimension de l'Ankh, où ils furent piégés, vidés de leur énergie.
Le quatrième Aries eut une carrière très courte. Il s'agissait d'un simple voyou recruté par van Lunt. Lors d'une tentative d'assassinat contre James Rhodes, il fut arrêté et emprisonné.
Le cinquième Bélier était un simple homme du main du premier Cartel du Zodiaque. Il mit la main on ne sait comment sur le costume ou bien il fut promu à ce poste.
Le sixième Aries était un clone travaillant pour une organisation terroriste. il affronta avec ses partenaires la Division Alpha. Plus tard, son groupe fut attaqué par Weapon X. Seul le Gémeaux (Madison Jeffries) fut capturé. Les 10 autres membres et le Bélier furent tués par Sauron.

## Pouvoirs
- Tous les Béliers portaient un casque cornu, qu'ils utilisaient en chargeant.
- Le 1er Bélier posséda un temps la Clef du Zodiaque, qui lui permit d'ériger des champs de force.
- Les 2e et 3e Béliers possédaient une force élevée. Le LMD était très résistant et pouvait survivre sous l'eau. Les cornes du Bélier démoniaque émettaient des flammes.
- Le 6e Bélier était un monstre génétique cornu, plus fort qu'un être humain normal. Il utilisait un pistolet et un système de téléportation.